# Cultura de Baodun
La cultura de Baodun (xinès tradicional: 寶墩文化; xinès simplificat: 宝墩文化; pinyin: Bǎodūn wénhuà) (2500-1750 aEC) fou una cultura neolítica situada en la planúria de Txengdu de Sichuan, Xina.
Des del 1980, s'han descobert sis assentaments: el jaciment principal a Baodun en el comtat Xinjin, un jaciment a Mangcheng a la ciutat de Dujiangyan, el jaciment Yufu al comtat de Wenjiang, el jaciment a Zizhu a Chongzhou, el jaciment a Shuanghe (Chongzhou) i el jaciment del comtat de Pi. El jaciment principal a Baodun és el més gran, i abasta una àrea del voltant de 600.000 m². Tots els assentaments s'estenen de banda a banda del riu Min. Les parets dels assentaments estaven cobertes d'una solució de còdols, una característica única de la cultura baodun. La ceràmica de la cultura comparteix algunes similituds amb la de Sanxingdui.